# Evan Eschmeyer
Evan Bruce Eschmeyer (New Knoxville, 30 maggio 1975) è un ex cestista statunitense, professionista nella NBA.

## Carriera
È stato selezionato dai New Jersey Nets al secondo giro del Draft NBA 1999 (34ª scelta assoluta).

## Palmarès
- NCAA AP All-America Second Team (1999)